# Lovers and Friends
Lovers and Friends è un singolo di Lil Jon & the East Side Boyz realizzato con la collaborazione di Usher e Ludacris. Il brano è stato pubblicato nel 2004 ed estratto dall'album Crunk Juice.

## Tracce
1. Lovers and Friends (featuring Usher and Ludacris)

## In altri media
Un sample del brano è presente nel singolo Do You Mind di DJ Khaled (2016).